# Gluecifer
Gluecifer är ett norskt hårdrock/garagerock-band från Oslo, verksamma från 1990-talets mitt fram till 2005 och återförenades 2017. De har spelat flitigt tillsammans med svenskbekanta band som The Hellacopters och Backyard Babies. De har spelat in mycket av sitt material i Stockholm och släppt alla sina skivor på skivbolaget White Jazz.

## Medlemmar
Senaste medlemmar
- Fridtjof Jacobsen ("Biff Malibu") – sång (1994–2005, 2017–)
- Arne Christian Skagen ("Captain Poon") – gitarr (1994–2005, 2017–)
- Rolf Yngve Uggen ("Raldo Useless") – gitarr (1996–2005, 2017–)
- Danny Young – trummor, percussion (1997–2005, 2017–)
- Peter Larsson – basgitarr, bakgrundssång (2017–)

Tidigare medlemmar
- Sindre Wexelsen Goksøyr ("Sinduru Khan") – gitarr (1994–1996)
- Anders Møller ("Glueros Dunking") – trummor, percussion (1994–1997)
- Jon Hernes ("Jon Average") – basgitarr (1994–2000)
- Kåre João Pedersen – gitarr (1994–1995)
- Stig Atle Amundsen ("Stu Manx") – basgitarr (2000–2005)

## Diskografi
Studioalbum
- 1997 – Ridin' the Tiger
- 1998 – Soaring with the Eagles at Night, to Rise with the Pigs in the Morning
- 1999 – Head To Head Boredom
- 2000 – Tender Is the Savage
- 2002 – Basement Apes
- 2004 – Automatic Thrill

EP
- 1996 – Dick Disguised as Pussy
- 1999 – Gary O'Kane
- 2000 – Get the Horn
- 2002 – Reversed EP

Singlar
- 1995 – "God's Chosen Dealer"
- 1997 – "Dambuster" / "Cat Scratch Fever"
- 1997 – "Leather Chair" / "Hot Seat"
- 1997 – "Shitty City" / "Max's Kansas City"
- 1998 – "Get the Horn" / "Thunder & Lightning"
- 1998 – "Go Away Man" / "Rockthrone"
- 1998 – "Lard Ass Hagen" / "Son of a Good Family"
- 1998 – "Mano-a-mano" / "Remedy"
- 1999 – "Get That Psycho Out of My Face" / "Drifting Away"
- 1999 – "Lord of the Dusk" / "Titanium Sunset [live]"
- 1999 – "The Year of Manly Living" / "Wham Bam Thank You Mam"
- 2000 – "The General Says Hell Yeah!" / "Get That Psycho Out of My Face"
- 2002 – "Easy Living"
- 2002 – "Losing End"
- 2002 – "Reversed"
- 2004 – "A Call from the Other Side"
- 2004 – "Here Come The Pigs"

Samlingsalbum
- 1997 – Nineteen Inches of Rock
- 2008 – Kings of Rock - Best of and Rarities

Annat
- 1997 – Respect the Rock (delad EP med Hellacopters)
- 1998 – "Electric Frankenstein vs. Gluecifer" (delad singel)
- 1999 – Respect the Rock America (delad album med Hellacopters)
- 1999 – Gluecifer / The Murder City Devils (delad EP)
- 2003 – Ritual of the Savage (delad samlingsalbum: Gluecifer / Danko Jones / Peter Pan Speedrock)